# Aelurillus minimontanus
Aelurillus minimontanus är en spindelart som beskrevs av Galina N. Azarkina 2002. Aelurillus minimontanus ingår i släktet Aelurillus och familjen hoppspindlar. Inga underarter finns listade i Catalogue of Life.